# ISpot
iSpot – polska sieć salonów Apple Premium Reseller. Powstała w 2005 roku, po zakończeniu europejskiego programu Apple Center. Obecnie w sieci iSpot działa 31 salonów w galeriach handlowych w Gdyni, Gdańsku, Łodzi, Warszawie, Wrocławiu, Poznaniu, Gliwicach, Bydgoszczy, Krakowie, Katowicach, i  Lublinie. Pierwszy sklep z produktami Apple w Polsce powstał w 1995 roku w Warszawie, przy ulicy Polnej. 
31 marca 2023 spółka ogłosiła przejęcie konkurencyjnej sieci Apple Premium Reseller, firmy Cortland Sp. z o.o. Zgodnie z podaną informacją, do końca 2023 roku ma nastąpić rebranding salonów Cortland, po zakończeniu którego spółka będzie zarządzać siecią 47 salonów Apple Premium Reseller.  